# Božena Dapeciová
Božena Dapeciová (15. listopadu 1884 Louny – 19. března 1959 Praha) byla pedagožka, překladatelka a kulturní pracovnice v Lounech.

## Život
Její otec Vincenc Dapeci byl účetní v lounské záložně, matka Marie rozená Frenclová byla dcera lékaře v Horažďovicích. Božena byla sestřenicí Ely Vejrychové, která byla první manželkou Maxe Švabinského – Vincenc Dapeci byl bratr Eliny matky. Dapeci však v roce 1888 zemřel a vdova byla nucena starat se o pět dcer, které se z manželství narodily.

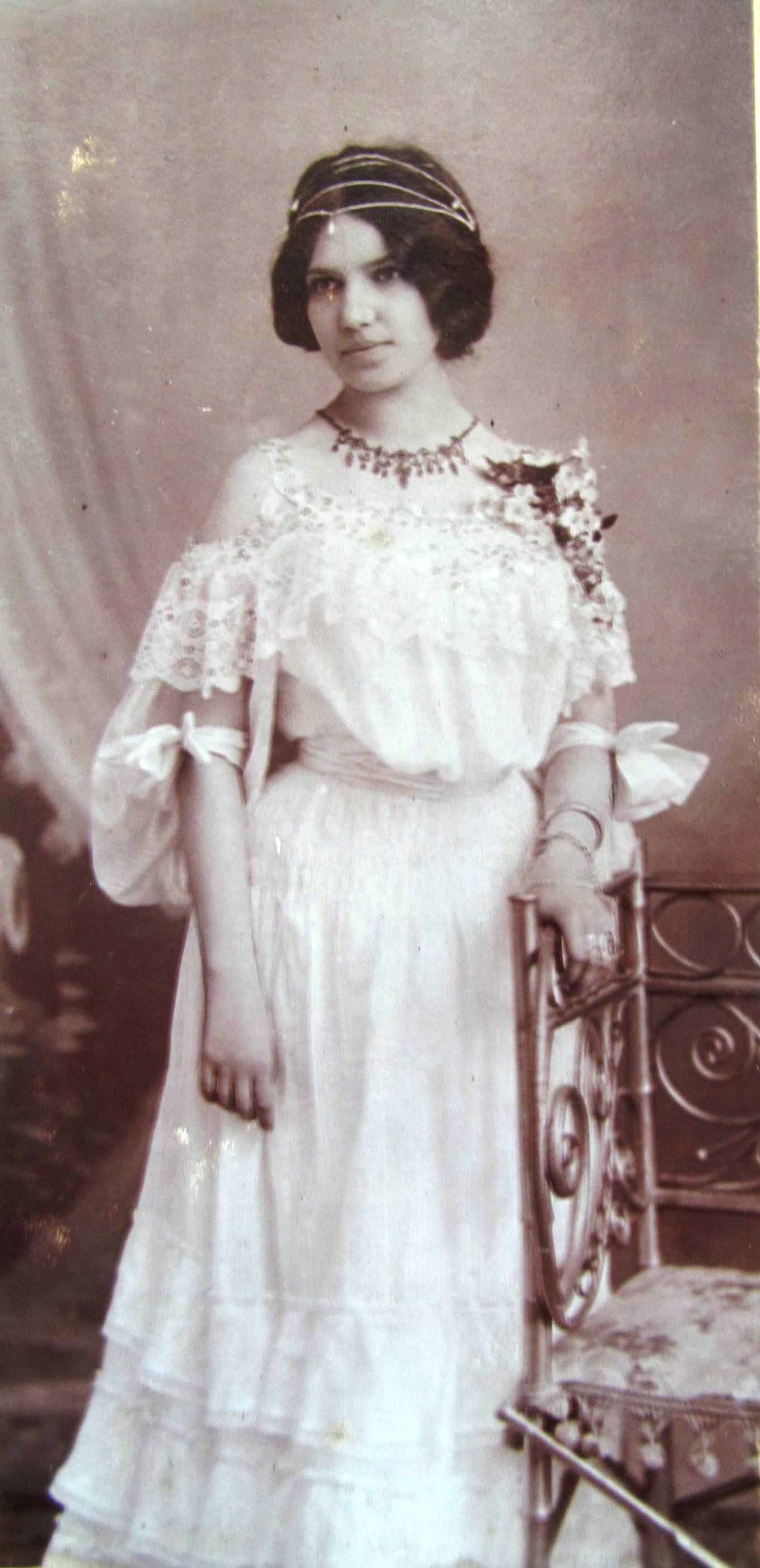
Dapeciová kolem roku 1905

Rodiny Vejrychů a Dapeciových se stýkaly a Božena jezdívala na prázdniny do Kozlova, kde rodina Vejrychů trávila prázdniny. Když si v roce 1900 brala Ela Švabinského, šla jim Dapeciová za družičku.
Do dějin české literatury vstoupila Dapeciová jako přítelkyně spisovatele a jednoho z výrazných představitelů symbolistické dekadence Arthura Breiskyho. Mladí lidé se poznali v prosinci 1902 v Lounech, kde Breisky studoval na místní reálce. Jejich vztah trval s přestávkami do roku 1910. Poté, co Breisky v roce 1903 odešel z Loun, Dapeciové často psal. Výběr z jejich korespondence vyšel v roce 1997 v rámci souborného vydání Breiského díla.
V roce 1913 složila Dapeciová na Karlově univerzitě státní zkoušky z francouzštiny a němčiny a po válce tyto předměty začala učit na lounských měšťanských školách. Jak vliv Breiského, tak intelektuální prostředí Kozlova podnítily v Dapeciové literární sklony a ambice. Poprvé vyšly její básně tiskem v Topičově sborníku literárním a uměleckém v letech 1917 a 1918.
Během prázdnin se Dapeciová pravidelně účastnila kulturního života v Kozlově, a to i jako organizátorka. V létě roku 1914 připravila zjednodušenou verzi Prodané nevěsty, v níž účinkovaly i děti. Byla také u založení tamního dramatického kroužku.
Prostředí Kozlova Dapeciové nabízelo setkávání s významnými umělci, hudebníky a vědci. Na jedné z kozlovských fotografií z roku 1923 je zachycená společně s klavíristou Václavem Štěpánem a jeho francouzskou kolegyní Blanche Selvou (1884–1942). Z popudu Marie Majerové přeložila Zolovu Nanu, která vyšla v roce 1921. V reedici ji pak nakladatelství Dobrovský vydalo roku 2015.
Něžné přátelství pojilo Dapeciovou také s Bohuslavem Martinů, který od konce roku 1920 do Kozlova pravidelně zajížděl – z Poličky to neměl daleko. Dochoval se dopis ze září 1922, v němž skladatel vzpomíná na své pobyty v Kozlově a vzájemné kontakty a prožitky.
Dapeciová představovala v meziválečných Lounech jednu z hlavních osobností v kulturní oblasti. Byla členkou a mnoha spolků, angažovala se zejména v ochotnickém divadle a místní pobočce Klubu českých turistů. Pro místní ochotníky psala divadelní pásma, publikovala v regionálních periodikách Lounský kraj a Turistický obzor.
V roce 1941 se seznámila s literátem Jaroslavem Podroužkem (1913–1954), s nímž spolupracovala na jeho knize o Breiském nazvané Fragment zastřeného osudu.
Ve stáří trpěla silnou vadou zraku. Poslední léta prožila ve Slepeckém ústavu Palata. Zemřela v motolské nemocnici.
Její osobní fond je uložený ve Státní okresním archivu v Lounech.